# Marihel Barboza
Marihel Barboza (Montevideo, 2 de diciembre de 1961) es una compositora y cantante uruguaya. 

## Biografía
Tiene estudios de guitarra y formación coral. En 1984 se inicia en la música tropical uruguaya junto al Conjunto Casino, obteniendo varios discos de Oro, Platino y Doble Platino.
En 1992 se integra al Grupo Antillano, con el que realiza giras por Uruguay, Paraguay, Argentina y Brasil. 
En 2002 y hasta la actualidad se presenta con el nombre Marihel y Su Banda. En 2014 publicó el álbum Mi voz, que fue presentado en la Sala Zitarrosa.
Participó del carnaval uruguayo siendo intérprete de la Comparsa Sarabanda del 2005 al 2010. Es miembro de Sociedad Uruguaya de Artistas e Intérpretes (SUDEI) y su actual presidenta.
En 2002 participó con la Orquesta Sinfónica de Montevideo como intérprete. Fue invitada en los álbumes de bandas como La Auténtica, Sonora Cumanacao, Grupo Maracaibo y Los Fatales, entre otros. En 2014 participó en los festejos de los cincuenta años de la banda uruguaya Sonora Borinquen en el Teatro de Verano y la Sala Zitarrosa.

## Discografía
Tiene publicadas más de sesenta grabaciones con diferentes grupos y solistas.
- 1984, Que meneo
- 1985, El colchón
- 1987, Casino y más casino
- 1990, En la máquina del tiempo
- 1991, La bailanta del Uruguay
- 1991, Canciones De Oro
- 1991, Attenti Con Casino
- 1990, Oye Mi Canto
- 1992, Suspiros
- 1993, Con el corazón
- 1993, Lo Mejor Súper Grupo Antillano
- 1993, El canto de mi país
- 1995, La que más te hace bailar
- 1996, La Banda Bolichera
- 1997, Los líderes de la tropical
- 1998, Los líderes del baile.
- 1998, Una Nueva Historia
- 1999, Antillano Para el Mundo
- 2000, Ritmo caliente
- 2008, Lo mejor del carnaval.
- 2011, Marihel la muñeca que canta
- 2012, La música es mujer. (varias artistas)
- 2014, Mi voz.
- A Tutta Azuquita
- La Pulseada
- Como Casino No Hay Dos
- Travesía
- Historia De La Música Tropical 1
- Uruguay Tropical 10
- Historia De La Música Tropical 2
- 20 Éxitos románticos
- Mundo tropical 4
- Kilos de cumbia 2
- Mundo tropical 5
- Impactos tropicales. "Solamente Éxitos"
- Impactos 3
- Historia de la música tropical 5
- Uruguay tropical volumen 9.

En 2012, participa en el disco La música es mujer, en el que participan varias artistas y donde presenta el tema de su autoría "Déjame".

## Premios y honores
- 1972, Guitarra de Oro del programa “Guitarreada” emitido por Canal 5 de Uruguay.
- 1973, Primer premio en el “Festival de la Confraternidad Folclórica”
- 1974, Primer premio en el II Festival: “Todo el Uruguay canta en Durazno” junto a trío Marosal.
- 2005 y 2009, ternada como Mejor Interpretación Vocal Femenina del Carnaval.
- 2007, ternada como “Mejor figura de lubolos”
- 2006, 2007, y 2008 ganadora de la mención a la Mejor Interpretación Vocal Femenina del Carnaval.[6]
- 2008 y 2009, Primer premio de carnaval categoría Negros y Lubolos con Sarabanda.
- 2007, Segundo premio de carnaval categoría negros y lubolos con Sarabanda.
- 2014, Primer premio de carnaval categoría revista con Revista Tabú.